# Mihintale

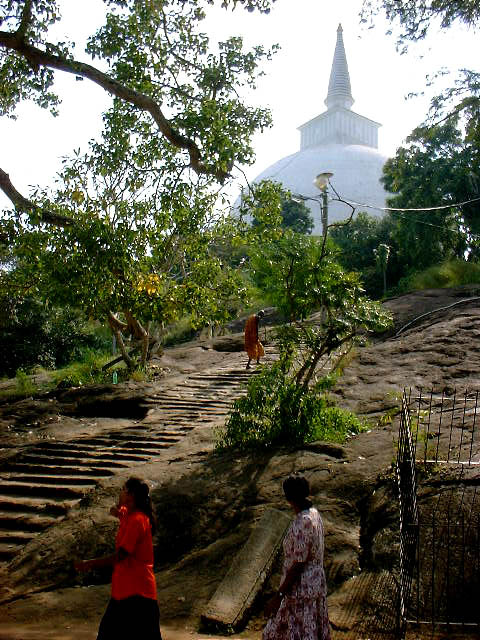
Passi scolpiti nella roccia vicino allo stupa.

Mihintale è un picco di montagna vicino a Anurādhapura nello Sri Lanka. Si ritiene che lo Sri Lanka sia il luogo di un incontro tra il monaco buddista Mahinda e il re Devanampiyatissa che ha inaugurato la presenza del buddismo nello Sri Lanka. Oggigiorno è un luogo di pellegrinaggio e il sito di numerosi monumenti religiosi e strutture abbandonate.